# Підводні човни типу «Вірджинія»
| Підводні човни типу «Вірджинія» | Підводні човни типу «Вірджинія»                             | Підводні човни типу «Вірджинія»                             |
| ------------------------------- | ----------------------------------------------------------- | ----------------------------------------------------------- |
|                                 |                                                             |                                                             |
|                                 |                                                             |                                                             |
|                                 |                                                             |                                                             |
| Під прапором                    | США                                                         | США                                                         |
| Спуск на воду                   | з 2004 р. (27 човнів, 4 будується і 7 замовлено)            | з 2004 р. (27 човнів, 4 будується і 7 замовлено)            |
| Сучасний статус                 | в експлуатації                                              | в експлуатації                                              |
| Проєкт                          |                                                             |                                                             |
| Тип ПЧ                          | Підводний човен атомний багатоцільовий з ракетами крилатими | Підводний човен атомний багатоцільовий з ракетами крилатими |
| Вартість                        | $1,8−2,5 млрд.                                              | $1,8−2,5 млрд.                                              |
| Основні характеристики          |                                                             |                                                             |
| Швидкість (надводна)            | вузлів (км/год)                                             | вузлів (км/год)                                             |
| Швидкість (підводна)            | 25-34 вузлів (46- 62 км/год)                                | 25-34 вузлів (46- 62 км/год)                                |
| Робоча глибина занурення        | 240 м                                                       | 240 м                                                       |
| Гранична глибина занурення      | 500 м                                                       | 500 м                                                       |
| Автономність плавання           | діб                                                         | діб                                                         |
| Екіпаж                          | 100—120 осіб                                                | 100—120 осіб                                                |
| Розміри                         |                                                             |                                                             |
| Довжина найбільша (по КВЛ)      | 114,9 м                                                     | 114,9 м                                                     |
| Ширина корпусу найб.            | 10,5 м                                                      | 10,5 м                                                      |
| Водотоннажність надводна        | 7800 т                                                      | 7800 т                                                      |
| Озброєння                       |                                                             |                                                             |
| Торпедно- мінне озброєння       | Носові: 4 ТА калібру 533-мм, (27 торпед Mk-48)              | Носові: 4 ТА калібру 533-мм, (27 торпед Mk-48)              |
| Ракетне озброєння               | 12 вертикальних ПУ ракет «Томагавк»                         | 12 вертикальних ПУ ракет «Томагавк»                         |

Підводні човни типу «Вірджинія» — тип багатоцільових атомних підводних човнів четвертого покоління, призначений для боротьби з підводними човнами у віддалених частинах світового океану та у прибережних зонах, а також для нанесення ракетних ударів (в тому числі і ядерних) по наземних цілях. Окрім стандартного озброєння, човни також мають устаткування для спеціальних операцій — безпілотні підводні апарати, шлюзову камеру для водолазів, палубне кріплення для контейнера або надмалого підводного човна. «Вірджинія» є спрощеною та дешевшою альтернативою субмаринам типу «Сівулф».

## Історія
Наприкінці 80-х років XX ст., американські розвідслужби були стурбовані радянським прогресом в сфері технології побудови атомних підводних човнів, особливо рівнем будівництва радянських підводних кораблів третього покоління. Це було спричинене інформацією розвідувальної агентури США в СРСР, що радянський підводний човен проєкту «Барракуда» зі штатним озброєнням (у тому числі і ядерним) три місяці автономно плавав біля берегів США залишаючись невиявленим гідролокаційною системою ВМС США, очевидно проводячи ходові випробовування, бо тоді на борту цього човна був і його головний конструктор, наш земляк з Кіровоградщини М. Й. Кваша. У відповідь на занепокоєння розвідслужб, тодішній голова Комісії Збройних Палати Представників Лес Еспін, на 1988—1989 роки скликав консультативну нараду, з метою оцінки американських підводних і протичовнових сил через зникання традиційно високого рівня шумів, що мали раніше радянські підводні човни. Оскільки Радянський Союз розпочав процес пониження шумів, що виробляються їх човнами. Палата рекомендувала Конгресу забезпечити постійне фінансування будівництва технологічно вдосконалених підводних човнів а також програм, спрямованих на розвиток технології виявлення безшумних підводних човнів ймовірного ворога. Було також констатовано, що навіть найкращі американські пасивні радари не забезпечать проблему виявлення найновіших радянських підводних човнів.
У відповідь на рапорт Палати, в 1988 році, Конгрес затвердив програму розвитку нових підводних технологій. У рамках цієї програми розробляють технологію нового ядерного реактора, охолоджуваного рідким гелієм, що створює перспективу конструкції реактора із співвідношенням маси до сили в пропорції 11,3 кг/1 кВт, а також реактора, охолоджуваного рідким металом з взаєминами 15,9 кг/1 кВт, тоді як донині наявні в американських підводних кораблях реактори, мали співвідношення 90 кг ваги на кожен 1 кВт потужності. Подібні розробки (навіть випробовування на бойових човнах і навіть такі реактори стояли на серійних човна проєкту 705, 705К «Ліра») проводилися і в СРСР ще у 60-ті, зокрема реакторів з рідиннометалічним охолоджувачем, але такі реактори дуже погано зарекомендували себе на флоті. І про успіхи американців у цьому напрямку також нічого ще не відомо.
Що стосується системи виявлення підводних човнів на нових технологічних принципах, то до цієї ідеї командування ВМС США поставилося з недовірою і виділення Конгресом великих коштів приватній фірмі на розробку опротестувало й ці кошти були повернуті установам і підприємствам флоту для продовження традиційних розробок. Однією з яких і був тип човнів «Вірджинія».

Проєктування цього типу човнів розпочалося наприкінці 1980-х років, головний човен — «Вірджинія» увійшов до складу флоту в 2004 році. Передбачається, що протягом найближчих 20 років ВМС США отримає 31 човен типу «Вірджинія», які змінять у складі флоту ПЧА типу «Лос-Анджелес», що будувалися з 1976 року по 1996 рік. Спочатку планувалося їх заміна на АПЛ типу «Сівульф-2» («Морський вовк»), але через дуже високу вартість цього типу і зміну стратегічних пріоритетів було віддано перевагу дешевшому ПЧА типу «Вірджинія». 5 травня 2007 року, під час урочистої церемонії з приводу введення ПЧА SSN 776 «Гаваї» в бойовий склад флоту, міністр ВМС Дональд Вінтер заявив: 
|  | Вступ підводного човна «Гаваї» в ряди ВМФ США дає необхідні можливості для боротьби з викликами майбутнього. Малопомітність, дальність плавання без поповнення запасів, маневреність (при виконанні різних завдань) і потужність озброєння укупі з високопрофесійним і боєготовим екіпажем робить цей підводний човен найсильнішим на підводному театрі військових дій |

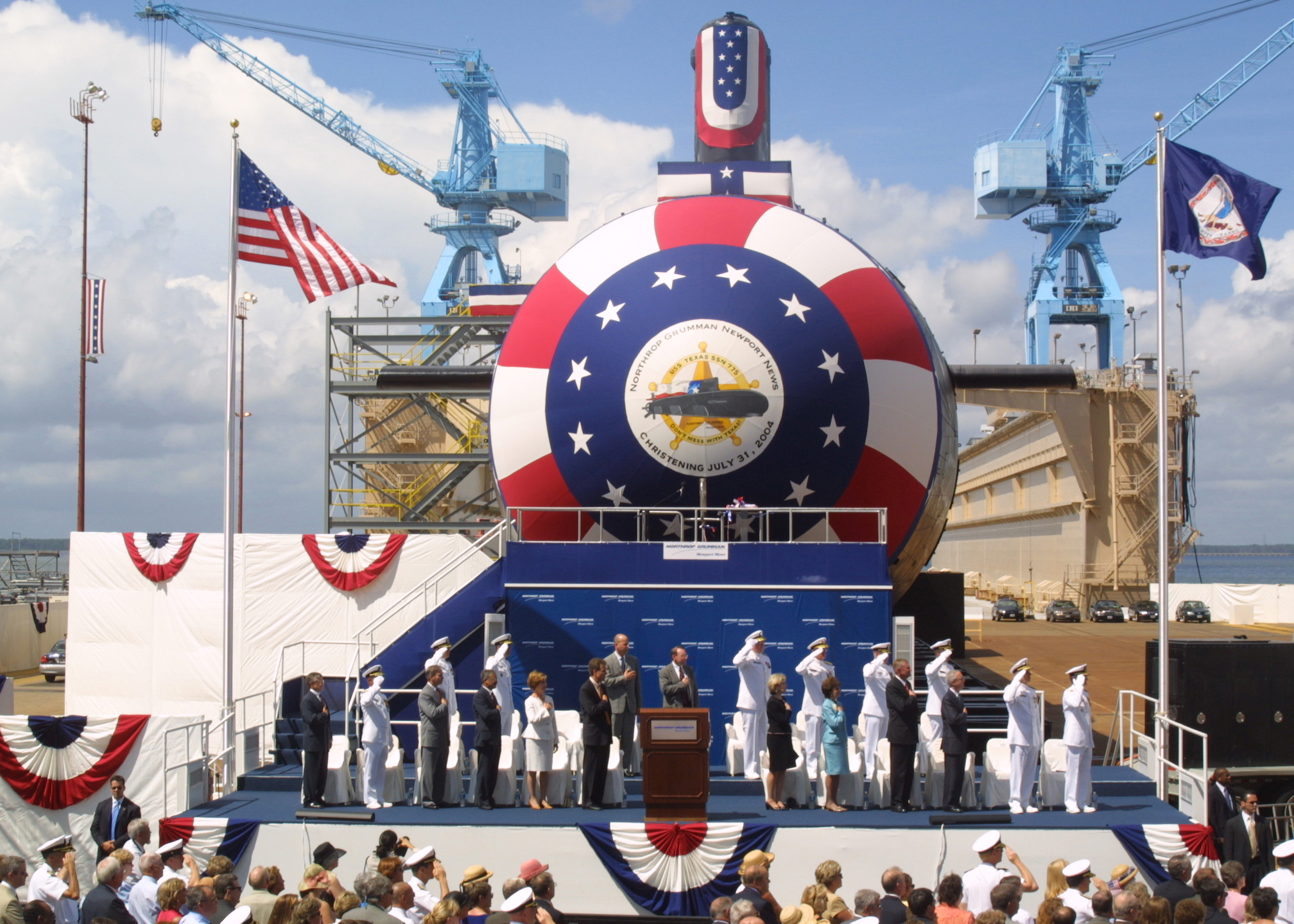
Спуск на воду човна «Техас», тип «Вірджинія»

Планується, що човен «Гаваї» нестиме службу в Азіатсько-тихоокеанському регіоне. 3 травня 2008 року в Уїлмінгтоні (штат Північна Кароліна) урочисто введений в склад ВМС США четвертий АПЧ SSN 777 «Північна Кароліна».
У червні 2008 року завершено будівництво п'ятого підводного човна. Ним став «Нью-Гемпшир». Прийняття на озброєння відбулося 28 серпня 2008 року. 
28-29 серпня 2008 року в Мексиканській затоці були проведені випробування в ході яких з вертикальних пускових установок були запущені дві ракети «Томагавк» модифікації Block III і Block IV, також з торпедного апарату була запущена ракета модифікації Block III. В ході випробувань в реальному масштабі часу відпрацьовувалося перепрограмування цілей.
У 2010 році повідомлялося, що звукопоглинальне покриття на підводних човнах виявилося нестійким до води, бо відбувалося відшаровування від корпусу підводних човнів матеріалу, що знижує звукопоглинання. До того ще й при неповному відшаровуванні листи покриття самі ставали джерелом шуму.
31 липня 2010 року в Гротоні був спущений на воду «Міссурі».
7 серпня 2010 року в місті Ньюпорт відбувся спуск на воду восьмого підводного човна цього типу «Каліфорнія». Включення до складу флоту відбулося у жовтні 2010 року.
20 серпня 2024 року в США на верфі General Dynamics Electric Boat відбувся спуск на воду нового швидкохідного ударного підводного човну класу «Вірджинія». Це 26-й швидкохідний ударний підводний човен класу «Вірджинія» у складі ВМС США, будівництво якого розпочалося ще у 2017 році.

## Конструкція

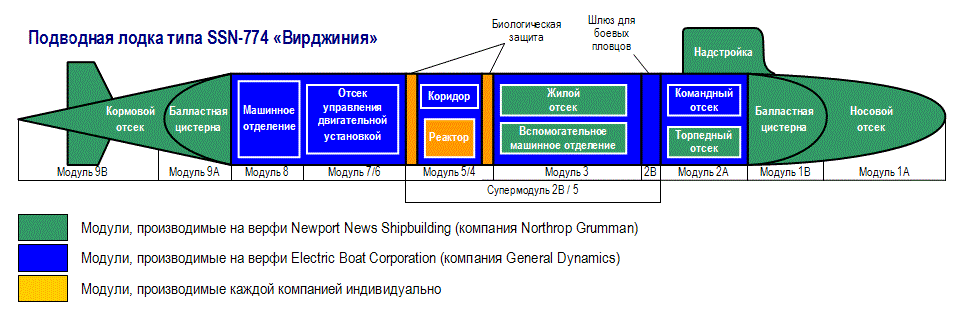
Схема АПЧ типу «Вірджинія»

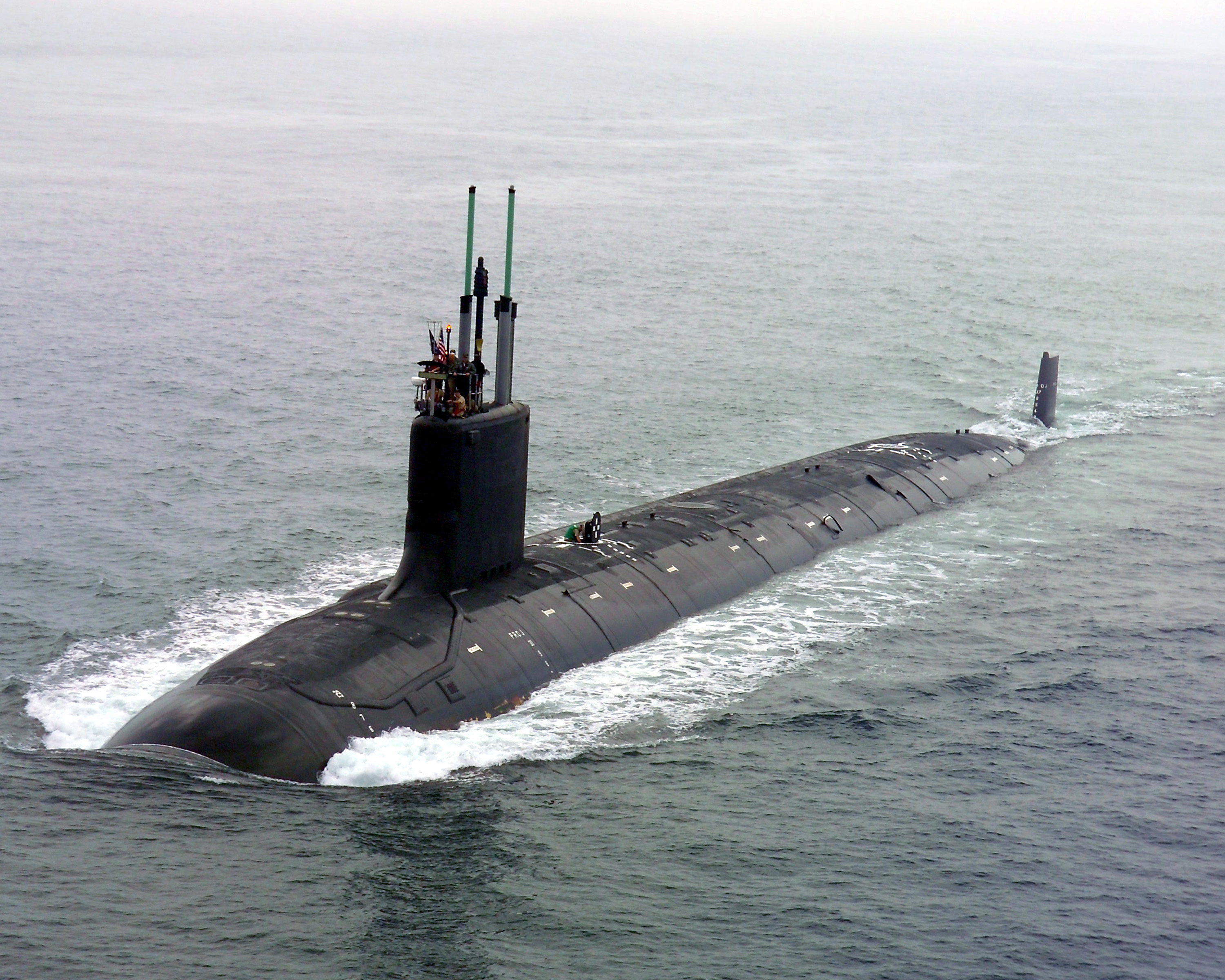
Човен «Вірджинія» в морі

Рівень шумів АПЧ класу «Вірджинія» знаходиться на рівні АПЧ «Сивулф», і нижчий як в російських АПЧ 3-го покоління проєкту 971 «Щука-Б». Для досягнення цього рівня в конструкції «Вірджинія» використовуються нові покриття, що «глушать», система ізольованих палуб і нова конструкція енергетичної установки.
Для зменшення рівня шуму грібний гвинт встановлений в кільцевому обтічнику (фенестрони), завглибшки приблизно відповідному діаметру гвинта. За іншими джерелами на човнах цього типу встановлені не гребні гвинти, а водометні рушії.
Вперше у світовій практиці на човні відсутній традиційний перископ. На відміну від конструкції попередніх оптичних перископів, які мали проникати скрізь міцний корпус, що зменшувало його структурну цілісність та збільшувало ризик проникнення до нього зовнішньої води, а також вимагало розташування командної рубки безпосередньо під ним, замість цього використовується багатофункціональна телескопічна щогла, яка не проходить крізь герметичний міцний корпус, а складається у декілька труб різного діаметра, довжина яких не перевищує висоту рубки човна. На щоглі встановлена телекамера, що передає через оптоволоконний кабель зображення на екран центрального поста, антени радіоелектронної розвідки і зв'язку, датчик інфрачервоного (нічного) спостереження. 
Інфрачервоний лазер використовується як далекомір.
Для виявлення мін використовуються автоматичні безекіпажні апарати з часом автономної роботи до 18 годин і роздільною здатністю сонара 10 см. За рубкою знаходиться шлюзова камера, через яку можуть вийти на поверхню 9 бойових плавців.

## Корпус

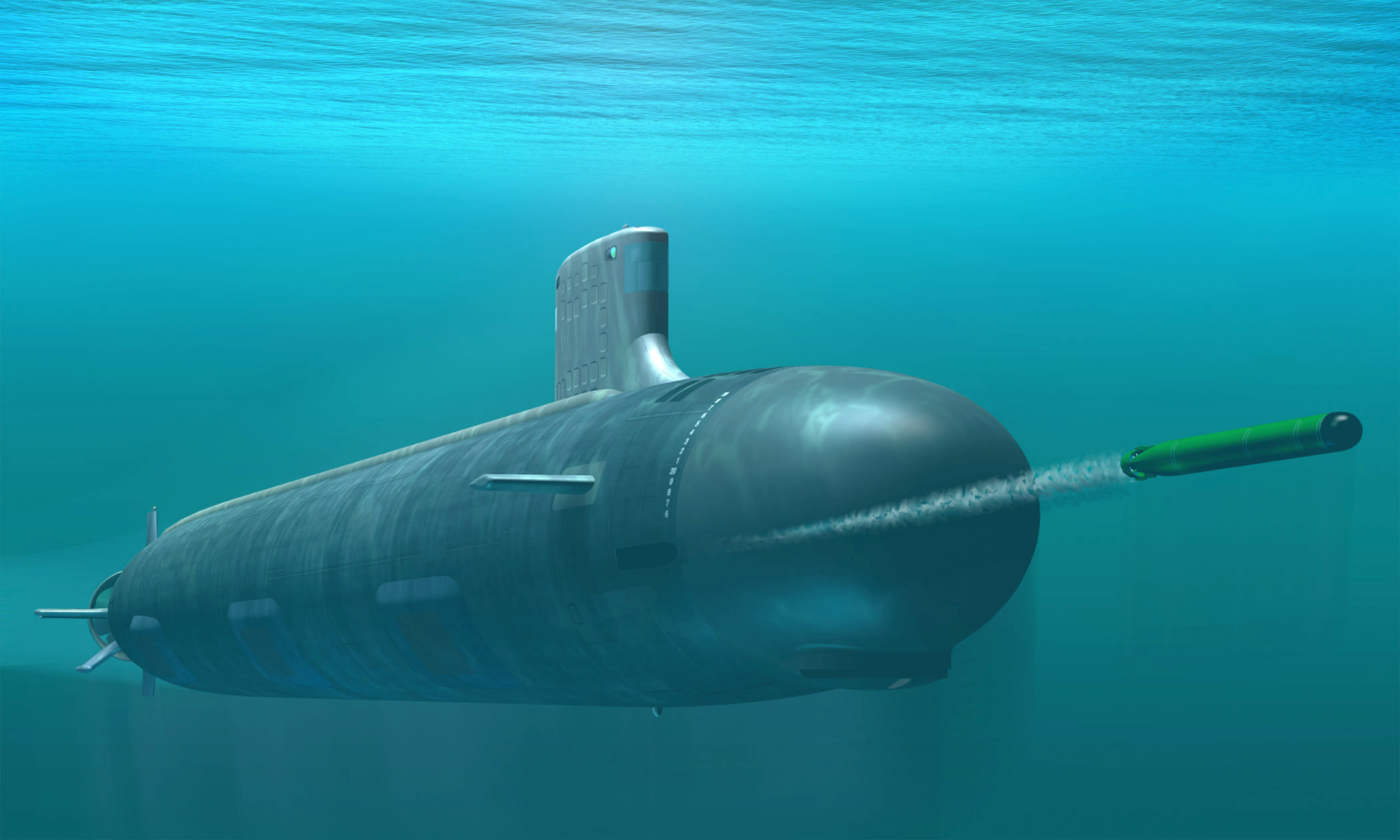
Пуск торпеди з човна «Вірджинія»

Корпус має довжину 115 метрів і ширину 10,4 метра. Водозаміщення близько 8000 тон. Весь корпус ззовні покритий гумовим покриттям для мінімізації ймовірності виявлення гідрорадарами супротивника. Кормові рулі висувні і розташовані у внутрішньому просторі легкого корпуса, хоча самі рулі і їх механізми кріпляться ззовні до міцного корпусу. Легкий корпус виготовлений з спеціального склопластику, за прикладом сучасних ПЧ ФРН

## Енергетичне обладнання
Ядерний реактор S9G, де S — значить для підводних човнів (Submarine), 9 — є дев'ятого покоління чи моделі, G — літерне позначення виробника General Electric. Потужність реактора 30 мегават або 40 000 к.с. Дві турбіни з окремими валами. І водометний рушій, аналогічний встановленому на підводних човна типу «Трафальгар» Великої Британії. Зміна швидкостей відбувається аналогічно як і на автомобілях, перемиканням з'єднань на редукторах. Максимальна швидкість човнів є ймовірно засекреченою, хоча Флот США подає понад 25 вузлів. Але є думки фахівців, котрі подають швидкість не менше 30 вузлів.

## Радіоелектронне і гідроакустичне обладнання

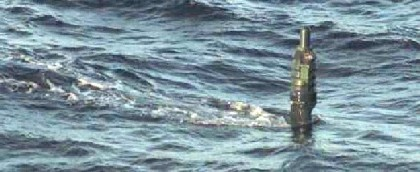
Верхня частина перископа BVS-1

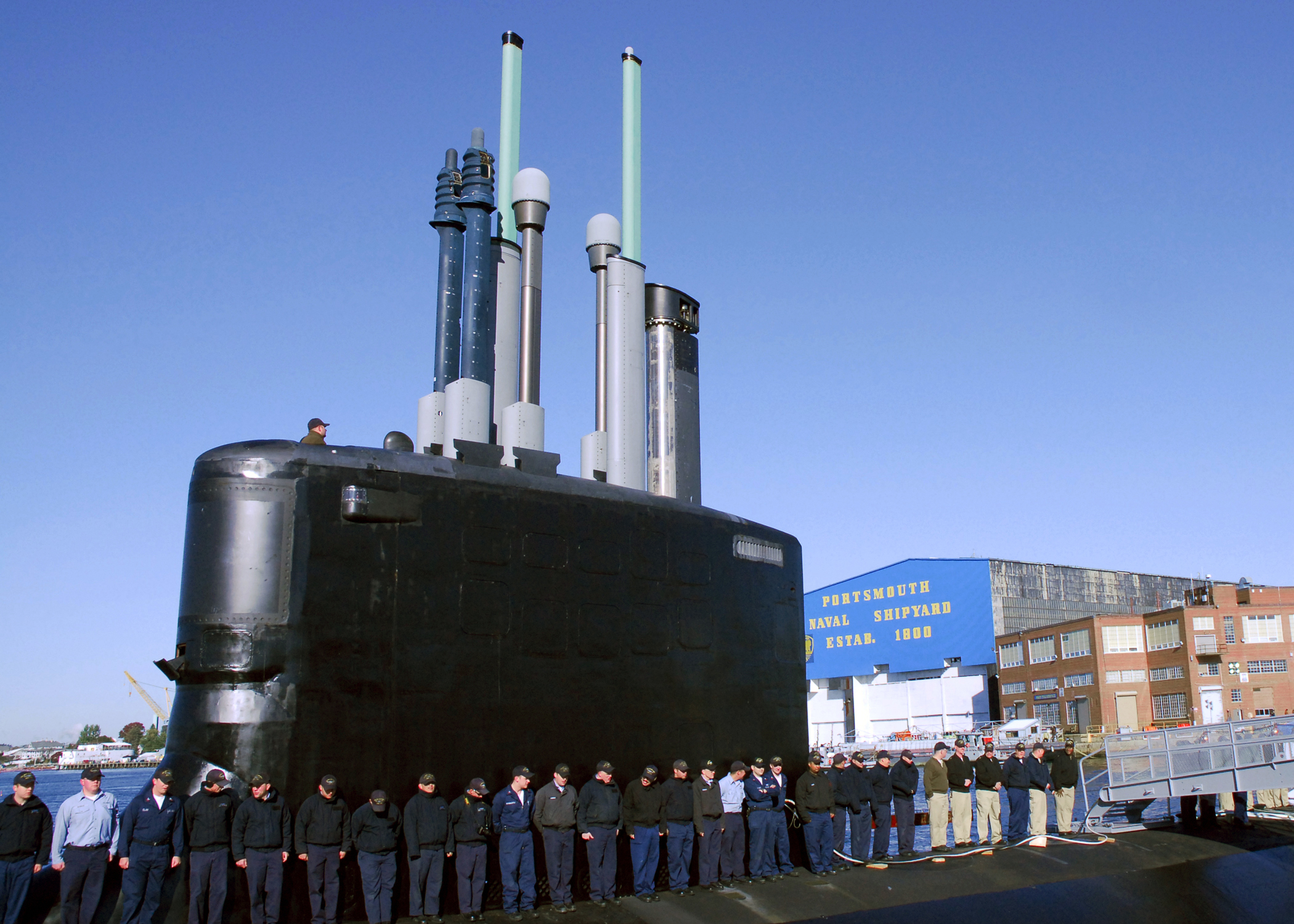
Радари, перископи і комунікативні антени на рубці човна «Нью-Гемпшир»

В носовій частині легкого корпусу човна розміщений активний гідроакустичний комплекс (ГАК), котрий здатен відстежувати інші судна, зокрема за шумами від кавітації спричиненої їх гребними гвинтами. Човни також можуть буксирувати один з двох наявних на човні пасивний ГАК на канаті довжиною 1000 м. На огородженні рубки розміщені решітки активного радара для виявлення надводних об'єктів. Усі дані з радарів і ГАК обробляються електронною системою управління BQQ-10(V4).
Для надводної навігації є на щоглі рубки радар типу BPS-16, котрий входить в єдину систему навігації ВМФ США. Мікрохвильовий передавач працює в діапазоні 8-10 Ghz і забезпечує супутниковий зв'язок.
Замість традиційного оптичного перископа вперше встановлено два перископи BVS-1 оснащені сенсорами і відеокамерами.

## Озброєння

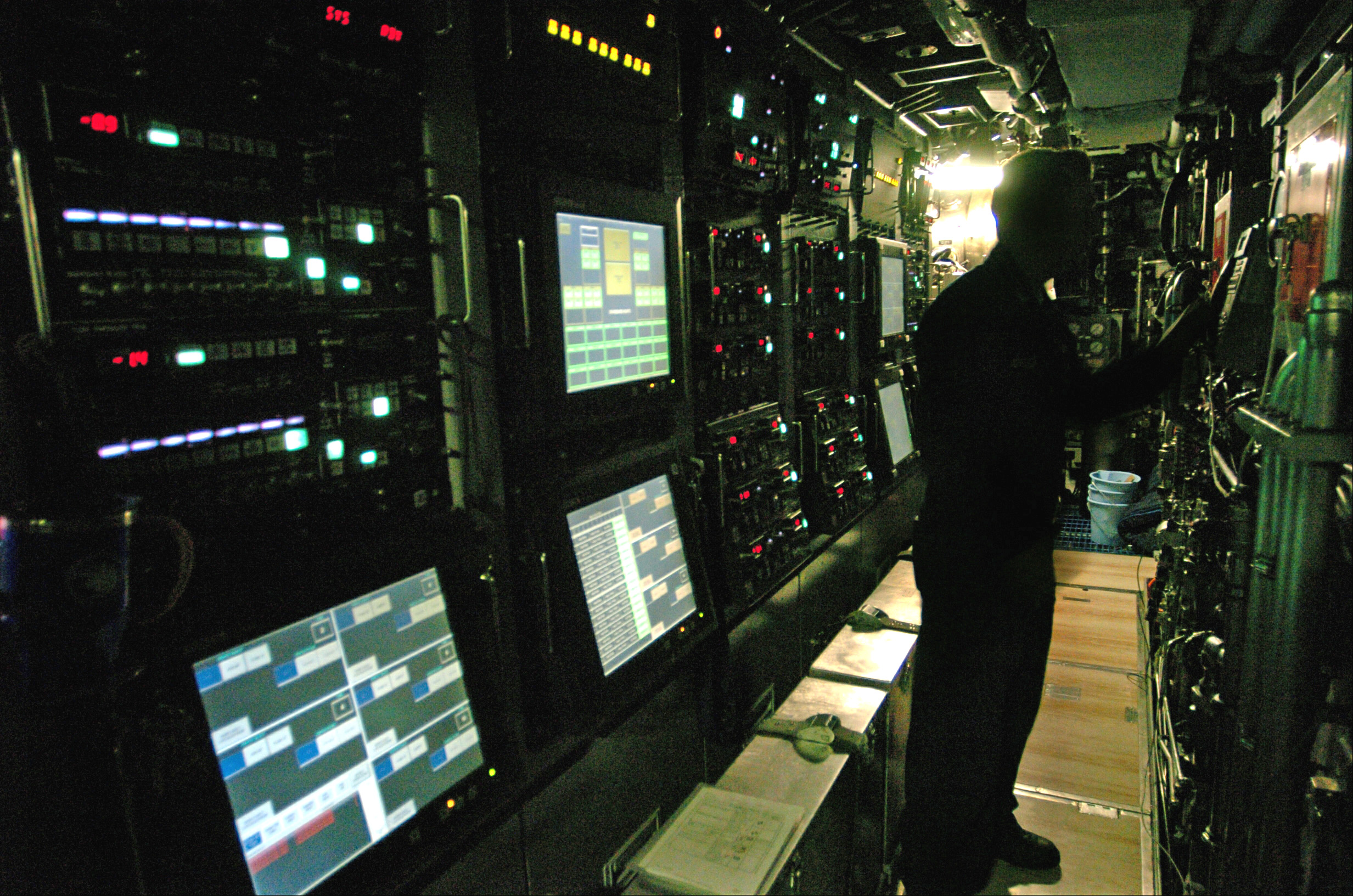
Пункт управління торпедним озброєнням на човні «Вірджинія»

Човни цього типу є придатними до виконання наступних завдань:
- Непомітного підходу до берегів ворога і нанесення ракетних ударів по континентальних цілях на глибину у сотні кілометрів (в тому числі і ядерних).
- Ведення боротьби з підводними човнами супротивника.
- Нанесення торпедних і ракетних ударів по надводних цілях.
- Радіолокаційної й інформаційної підтримки підводних, надводних і наземних бойових груп.
- Радіо-електронної розвідки, відеонагляду комунікацій і руху кораблів.
- Виставлення мін (очевидно через торпедні апарати).
- Спецоперацій: розвідувальні, рятувальні, наведення на цілі, висадки розвідувальних і диверсійних груп тощо.

Човни цього проєкту відрізняються від своїх «старших» і дорожчих «братів» з проєкту «Сівульф-2» найперше меншим боєкомплектом (зокрема торпед, відповідно й мін), меншою глибиною занурення і малою здатністю вести бойові дії під льодами Північного Льодовитого океану.
Човни мають чотири торпедних апарати (ТА) калібру 533-ти мм для стрільби стандартними торпедами 48-Mark і торпедоракетами BGM-109 Tomahawk або протикорабельних AGM-84 Harpoon. Окрім того через торпедні апарати можуть виставлятися міни різних модифікацій. Є ще місце для зберігання 24 запасних торпед, торпедоракет або мін. Також є на тих човнах 12 вертикальних труб для запуску крилатих ракет сімейства Томагавк для нанесення ударів на значні відстані. Перезарядження котрих може відбуватися тільки біля плавбази чи в порту. Є 14 установок (TorpedoAngriffs) для імітації фальшивих цілей при відбитті торпедних атак.

## Ремонти і модернізації
Враховуючи те що вже перший човен проєкту експлуатується тільки 8 років капітальних ремонтів ще не було, принаймні повідомлень про це немає. Перезавантаження палива в реакторі відбувається раз на 8-14 років.
Відомо тільки про ремонти пов'язані із зовнішнім гумовим покриттям зовнішньої поверхні корпусу, листи котрого почали відклеюватися. Так на перших човнах було загублено від 5 до 7 % цієї поверхні. І з цього приводу відбувалися ремонти човнів в сухому доку.

## Бойове використання
Ймовірним є використання ракетного озброєння човнів в деяких локальних конфліктах, типу війни в Лівії і в розвідувальних операціях США

## Оцінка проєкту
Аналогами човнів типу «Вірджинія» є близькі за основними бойовими показниками і швидкості ходу АПЧ проєктів 885 «Ясень» (тип «Сєвєродвінськ») РФ, «Барракуда» Франції і «Астют» Великої Британії.
| Порівняльна таблиця сучасних багатоцільових ПЧА | Порівняльна таблиця сучасних багатоцільових ПЧА | Порівняльна таблиця сучасних багатоцільових ПЧА | Порівняльна таблиця сучасних багатоцільових ПЧА | Порівняльна таблиця сучасних багатоцільових ПЧА | Порівняльна таблиця сучасних багатоцільових ПЧА | Порівняльна таблиця сучасних багатоцільових ПЧА |
|                                                 | «Сівульф»                                       | Ясень                                           | «Вірджинія»                                     | «Барракуда»                                     | «Астют»                                         |                                                 |
| ----------------------------------------------- | ----------------------------------------------- | ----------------------------------------------- | ----------------------------------------------- | ----------------------------------------------- | ----------------------------------------------- | ----------------------------------------------- |
| ТА (торпед) / ПУ (ракет)                        | 8 (до 50) / —(до 50)                            | 10 (30) / 8 (32)                                | 4 (25) / 12 (12)                                | 4 (20) / —                                      | 6 (38) / —                                      |                                                 |
| Побудовано                                      | 3                                               | 5 (10 план)                                     | 24 (66 план)                                    | 2 (6 план)                                      | 5 (7 план)                                      |                                                 |
| Вигляд                                          |                                                 |                                                 |                                                 |                                                 |                                                 |                                                 |
| Роки побудови                                   | 1989—2004                                       | 1993—н.ч.                                       | 1999—н.ч.                                       | 2007—н.ч.                                       | 2001—н.ч.                                       |                                                 |
| Служба                                          | 1997—н.ч.                                       | 2014—н.ч.                                       | 2004—н.ч.                                       | 2020—н.ч.                                       | 2010—н.ч.                                       |                                                 |
| Водозам. надводне                               | 7460 т                                          | 8600 т                                          | 7080 т                                          | 4755 т                                          | 6500 т                                          |                                                 |
| Водозам. підводне                               | 9130 т                                          | 13800 т                                         | 7925 т                                          | 5300 т                                          | 7800 т                                          |                                                 |

## Представники
Човни будуються в п'яти серіях. Перша серія складалася з 4 човнів. Друга серія (6 човнів) вирізнялася зменшенням кількості заводських секцій з десяти до чотирьох, що дозволило зекономити 300 млн.$ на кожному човні. У третій серії (8 човнів) були змінені обтічні форми носа й задіяні технології з підводних човнів класу «Огайо SSGN». Четверта серія (10 човнів) і п'ята серія (3 човни) ще не будуються, тільки укладений договір-замовлення.
| №         | Назва            | Місце будівництва             | Закладений        | Спущений на воду  | Прийнятий флотом | Порт приписки |
| Серія I   | Серія I          | Серія I                       | Серія I           | Серія I           | Серія I          | Серія I       |
| --------- | ---------------- | ----------------------------- | ----------------- | ----------------- | ---------------- | ------------- |
| 1         | «Вірджинія»      | GDEB                          | 2 вересня 1999    | 16 серпня 2003    | 23 жовтня 2004   | Гротон        |
| 2.        | «Техас»          | NNSB                          | 12 липня 2002     | 9 квітня 2005     | 9 вересня 2006   | Перл-Гарбор   |
| 3.        | «Гаваї»          | GDEB                          | 27 серпня 2004    | 17 червня 2006    | 5 травня 2007    | Перл-Гарбор   |
| 4.        | «Норт Керолайна» | NNSB                          | 22 травня 2004    | 5 травня 2007     | 3 травня 2008    | Перл-Гарбор   |
| Серія II  |                  |                               |                   |                   |                  |               |
| 5.        | «Нью-Гемпшир»    | GDEB                          | 30 квітня 2007    | 21 лютого 2008    | 25 жовтня 2008   | Гротон        |
| 6.        | «Нью-Мексико»    | NNSB                          | 12 квітня 2008    | 18 січня 2009     | 27 березня 2010  | Гротон        |
| 7.        | «Міссурі»        | GDEB                          | 27 вересня 2008   | 20 листопада 2009 | 31 липня 2010    | Гротон        |
| 8.        | «Каліфорнія»     | Huntington Ingalls Industries | 1 травня 2009     | 14 листопада 2010 | 29 жовтня 2011   | Гротон        |
| 9.        | «Міссіссіппі»    | GDEB                          | 9 червня 2010     | 3 грудня 2011     | 1 червня 2012    | Перл-Гарбор   |
| 10.       | «Міннесота»      | Huntington Ingalls Industries | 20 травня 2011    | 10 листопада 2012 | 7 вересня 2013   | Гротон        |
| Серія III |                  |                               |                   |                   |                  |               |
| 11.       | «Норт Дакота»    | GDEB                          | 11 травня 2012    | 15 вересня 2013   | 29 серпня 2014   | Гротон        |
| 12.       | «Джон Ворнер»    | Huntington Ingalls Industries | 16 березня 2013   | 10 вересня 2014   | 1 серпня 2015    | Норфолк       |
| 13.       | «Іллінойс»       | GDEB                          | 2 червня 2014     | 8 серпня 2015     | 29 жовтня 2016   | Гротон        |
| 14.       | «Вашингтон»      | Huntington Ingalls Industries | 22 листопада 2014 | 25 березня 2016   | 7 жовтня 2017    | Норфолк       |
| 15.       | «Колорадо»       | GDEB                          | 7 березня 2015    | 29 грудня 2016    | 17 березня 2018  | Гротон        |
| 16.       | «Індіана»        | Huntington Ingalls Industries | 16 травня 2015    | 9 червня 2017     | 29 вересня 2018  | Норфолк       |
| 17.       | «Саут Дакота»    | GDEB                          | 4 квітня 2016     | 14 жовтня 2017    | 2 лютого 2019    | Гротон        |
| 18.       | «Делавер»        | Huntington Ingalls Industries | 30 квітня 2016    | 17 грудня 2018    | 4 квітня 2020    | Норфолк       |
| Серія IV  |                  |                               |                   |                   |                  |               |
| 19.       | «Вермонт»        | GDEB                          | лютий 2017        | 20 жовтня 2018    | 18 квітня 2020   | Гротон        |
| 20.       | «Орегон»         | GDEB                          | 8 липня 2017      | 5 жовтня 2019     | 22 травня 2022   | Гротон        |
| 21.       | «Монтана»        | Huntington Ingalls Industries | 16 травня 2018    | 8 лютого 2021     | 25 червня 2022   | Норфолк       |
| 22.       | «Хайман Ріковер» | GDEB                          | 11 травня 2018    | 26 серпня 2021    | 14 жовтня 2023   | Гротон        |
| 23.       | «Нью-Джерсі»     | Huntington Ingalls Industries | 25 березня 2019   | 14 квітня 2022    | 14 вересня 2024  | Норфолк       |
| 24.       | «Айова»          | GDEB                          | 20 серпня 2019    | 18 червня 2023    | 5 квітня 2025    | Гротон        |
| 25.       | «Массачусетс»    | Huntington Ingalls Industries | 11 грудня 2020    | 24 лютого 2024    |                  |               |
| 26.       | «Айдахо»         | GDEB                          | 24 серпня 2020    | 6 серпня 2024     |                  |               |
| 27.       | «Арканзас»       | Huntington Ingalls Industries | 19 листопада 2022 | 7 грудня 2024     |                  |               |
| 28.       | «Юта»            | GDEB                          | 1 вересня 2021    |                   |                  |               |
| Серія V   |                  |                               |                   |                   |                  |               |
| 29.       | «Оклахома»       | Huntington Ingalls Industries | 2 серпня 2023     |                   |                  |               |
| 30.       | «Аризона»        | GDEB                          | 7 грудня 2022     |                   |                  |               |
| 31.       | «Барб»           | Huntington Ingalls Industries |                   |                   |                  |               |
| 32.       | «Тенг»           | GDEB                          | 17 серпня 2023    |                   |                  |               |
| 33.       | «Ваху»           | Huntington Ingalls Industries |                   |                   |                  |               |
| 34.       | «Сільверсайдс»   | Huntington Ingalls Industries |                   |                   |                  |               |
| 35.       | «Джон Г. Далтон» |                               |                   |                   |                  |               |
| 36.       | «Лонг-Айленд»    |                               |                   |                   |                  |               |
| 37.       | «Сан-Франциско»  |                               |                   |                   |                  |               |
| 38.       | SSN-811          |                               |                   |                   |                  |               |